# Горн (графство)
Графство Горн (варианты записи названия: Horne, Horn, Hoorn, Hoorne) — графство Священной Римской империи, существовавшее на территории современных Нидерландов и Бельгии. Название графства произошло от деревни Горн, находившейся к западу от Рурмонда. В XV веке резиденция графов Горн переместилась из Горна в Верт. После казни в 1568 году последнего графа Горн — Филиппа де Монморанси — графство вошло в личную унию с епископством Льежским.
Графство было упразднено в 1795 году во время французской оккупации и вошло в состав департамента Нижний Мёз.

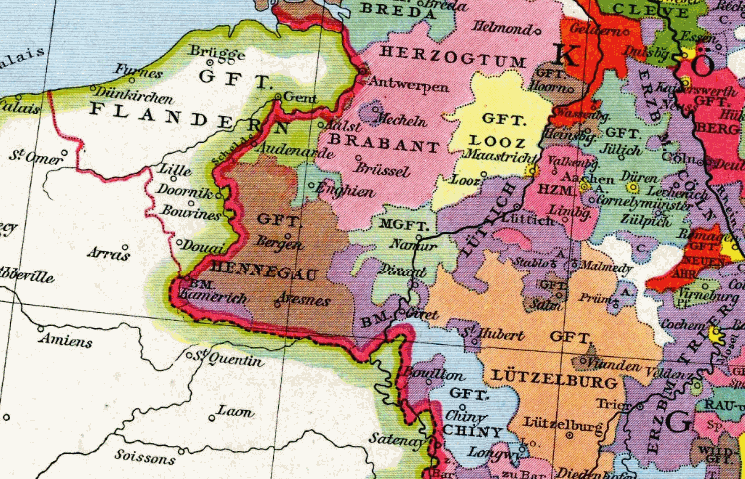
Графство Горн на карте, 1250 г. (коричневым цветом вверху)

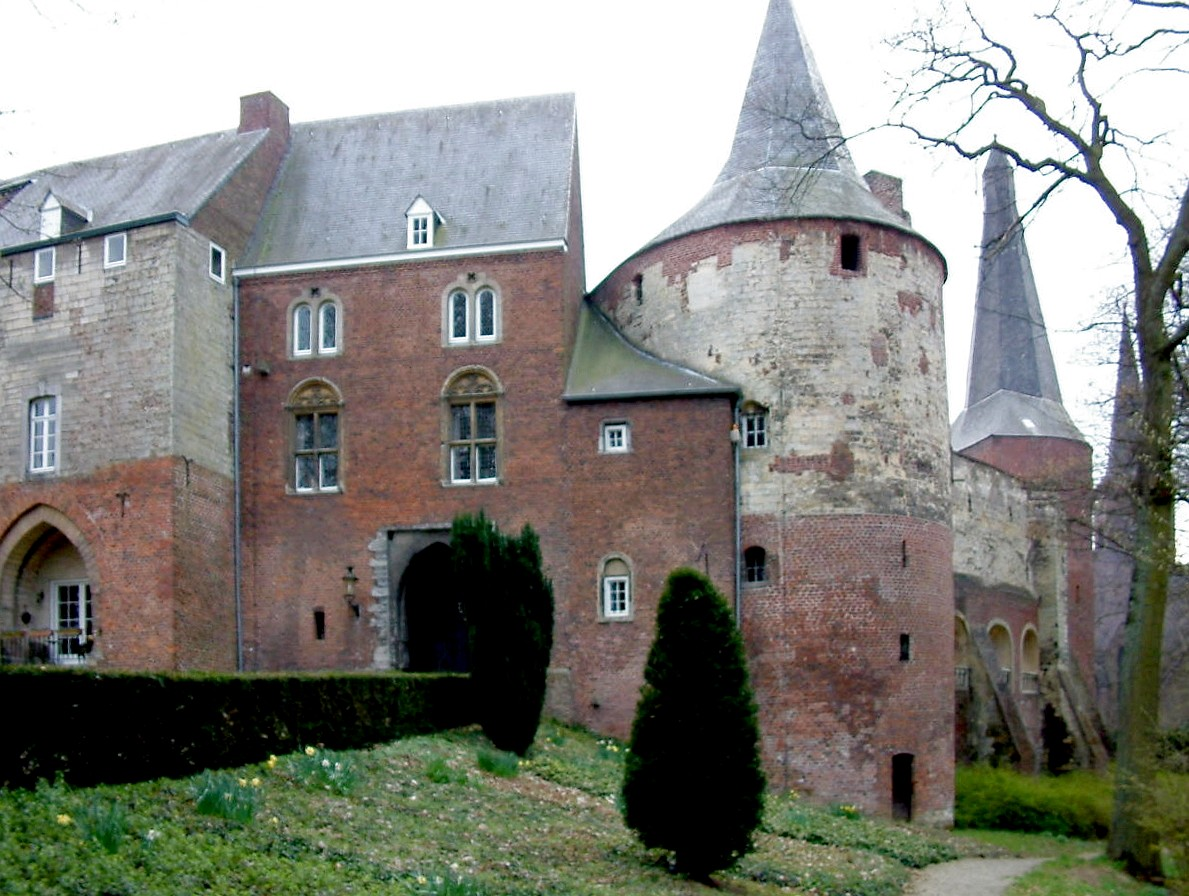
Замок Горн